# جلال أباد (صحرا بردسكن)
جلال أباد (بالفارسية: جلال‌آباد) هي مستوطنة تقع في إيران في قسم صحرا الريفي.